# Ljubljanska nadbiskupija
Ljubljanska nadbiskupija (slov. Nadškofija Ljubljana, lat. Archiodioecesis Labacensis) katolička je nadbiskupija sa središtem u Ljubljani.

## Nadbiskupija
Glavna crkva nadbijskupije i sjedište nadbiskupa je katedrala Svetog Nikole u Ljubljani, a u sastav nadbiskupije su i manje bazilike na Brezju i u Stični. Od 2014. godine ljubljanski je nadbiskup Stanislav Zore. 

## Povijest
Od 811. godine teritorij ljubljanske nadbiskupije bio je dio akvilejske patrijaršije. Car Svetog Rimskog Carstva Fridrik III., osnovao je 6. prosinca 1461. biskupiju Laibach, koju je šest mjeseci kasnije, 6. rujna 1462., potvrdio papa Pio II. Nekoliko dana kasnije biskupija se izdvojila iz akvilejske patrijaršije i izravno podvrgnuta Svetoj Stolici. 3. ožujka 1787. postala je nadbiskupija i metropolija, koja je ostala sve do 1807. godine, kada je iz političkih, razloga degradirana u biskupiju.
Nacistički progon Crkve u Sloveniji bio je sličan onome koji se dogodio u Poljskoj. U roku od šest tjedana od nacističke okupacije, samo između 100 i 831 svećenika mariborske biskupije i dio ljubljanske biskupije ostalo slobodno. Klerici su bili progonjeni i slani u koncentracijske logore, a svećenićki redovi su im oduzeti.
Biskupiju je papa Ivan XXIII. 22. prosinca 1961. ponovno podigao u nadbiskupiju, a u metropoliju papa Pavao VI, 22. studenoga 1968. godine. Danas nadbiskupija ima dvije biskupije, kopersku (od 1977) i novomeštanska (od 2006). Ona je glavna biskupija u Sloveniji,a bivši nadbiskup, Franc Rode, CM, bio je prefekt Kongregacije za institute posvećenog života i društva apostolskog života i imenovan kardinalom.

## Popis ljubljanskih biskupa
- Sigmund Lamberg (1463. – 1488.)
- Krištof Ravbar (1488. – 1536.)
- Franc Kacijanar (1536. – 1543.)
- Urban Textor (Tkalec) (1543. – 1558.)
- Peter Seebach (1558. – 1568.)
- Konrad Adam Glušič (1571. – 1578. )
- Baltazar Radlič (1579.)
- Janez Tavčar (1580. – 1597.)
- Thomas Chrön (1597. – 1630.)
- Rinaldo Scarlichi (1630. – 1640. )
- Otto Friedrich von Buchheim (1641. – 1664.)[4]
- Joseph Rabatta (1664. – 1683.)
- Sigmund von Herberstein (1683. – 1701.)
- Franz von Kuenburg (1701. – 1710.)
- Franz Karl Kaunitz (1710. – 1717.)
- Wilhelm von Leslie (1718. – 1727.)
- Sigmund Felix von Schrattenbach (1727. – 1742.)
- Ernest Attems (1742. – 1757.)
- Leopold Petazzi de Castel Nuovo (1760. – 1772.)
- Karl Johann Herberstein (1772. – 1787.)
- Michel Brigido (1787. – 1807.)
- Anton Kavčič (1807. – 1814.)
- Augustin Gruber (1815. – 1823.)
- Anton Aloys Wolf (1824. – 1859.)
- Jernej Vidmar (1860. – 1875.)
- Janez Zlatoust Pogačar (1875. – 1884.)
- Jakob Missia (1884. – 1898.)
- Anton Bonaventura Jeglič (1898. – 1930.)
- Gregorij Rožman (1930. – 1959.)

## Popis ljubljanskih nadbiskupa
- Anton Vovk (1959. – 1963.)
- Jožef Pogačnik (1964. – 1980.)
- Alojzij Šuštar (1980. – 1997.)
- Franc Rode, CM (1997. – 2004.)
- Alojz Uran (2004. – 2009.)
- Anton Stres, CM (2009. – 2013.)
- Stane Zore, OFM (2014. – danas)

## Pomoćni biskupi
- Michael Chumer (Chumberg), OFM ( 1639. – 1651.)[5]
- Franc Jožef Mikolič (Mikolitsch) (1789. – 1793.)
- Franz von Raigesfeld, SJ (1795. – 1800.)
- Johannes Antonius de Ricci (1801. – 1818.)
- Anton Vovk (1946. – 1959.) imenovan je ljubljanskim biskupom
- Jožef Pogačnik (1963. – 1964.) imenovan je nadbiskupom ljubljanskim
- Stanislav Lenič (1967. – 1988.)
- Jožef Kvas (1983. – 1999.)
- Alojzij Uran (1992. – 2004.) imenovan je nadbiskupom ljubljanskim
- Andrej Glavan (2000. – 2006.) imenovan, biskupom Novog Mesta
- Anton Jamnik (2005. – danas)
- Franc Šuštar (2015. – danas)

## Vanjske poveznice
- Službena stranica
- Catholic Hierarchy
- GCatholic.org